# Episom
Episom − element genetyczny, plazmid będący autonomiczną cząsteczką DNA, mającą zdolność do samodzielnej replikacji lub integracji z genomem gospodarza oraz replikacji w tym samym czasie co chromosom bakteryjny. Zintegrowana forma plazmidu może przejść wiele podziałów komórkowych, zanim ponownie wytnie się z chromosomu. Przykładem episomu może być plazmid F, który zintegrowany z chromosomem może powodować przeniesienie całego chromosomu bakteryjnego do komórki biorcy.